# Dona Letícia
Letícia Ferreira de Souza (Bocaiuva, 30 de dezembro de 1900 – Bocaiuva, 2 de janeiro de 2011) foi uma supercentenária brasileira que faleceu três dias após completar 110 anos de idade.

## Biografia
Letícia nasceu no distrito de Terra Branca, município de Bocaiuva, Minas Gerais. Era a segunda filha de uma família de 12 filhos (nove mulheres e três homens). Ela trabalhou na lavoura e também foi bordadeira e costureira; fazia trabalhos em crochê e renda. Nunca se casou e sempre dedicou-se à vida religiosa.
Em comemoração ao 110º aniversário de Letícia Ferreira de Souza, foi celebrada uma missa em Ação de Graças pelo arcebispo emérito de Montes Claros, dom Geraldo Majela de Castro, um dia depois após a data, em 31 de dezembro de 2010.
Ela faleceu no dia 2 de janeiro de 2011, enquanto estava internada no Hospital Municipal de Bocaiuva, em sua cidade natal.